# Яблунков
Я́блунков — город на северо-востоке Чехии. Расположен в Моравскосилезском крае, в районе Фридек-Мистек, вблизи от границы с Польшей и Словакией. Население — 5934 чел.

## История

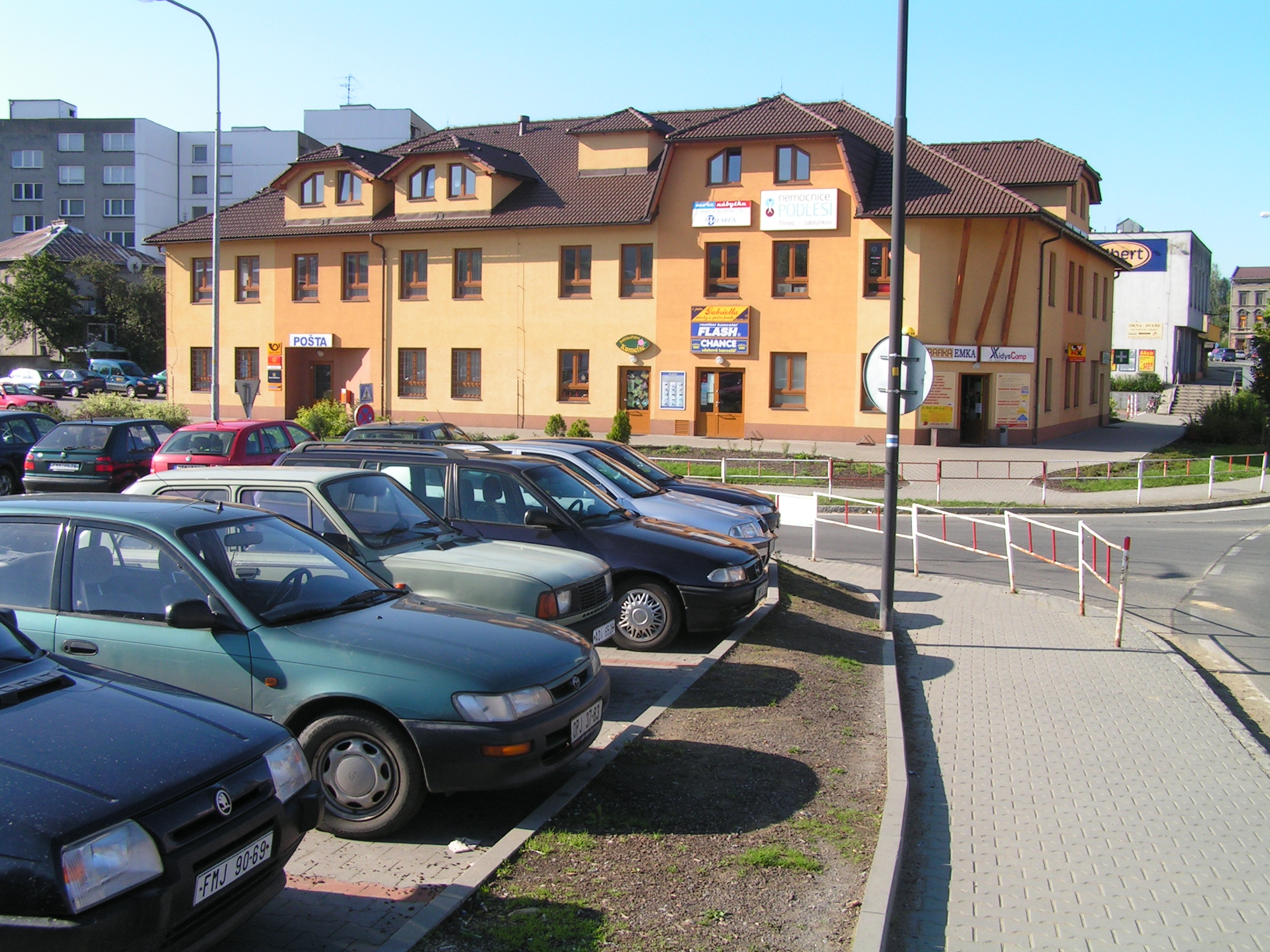
Здание почты.

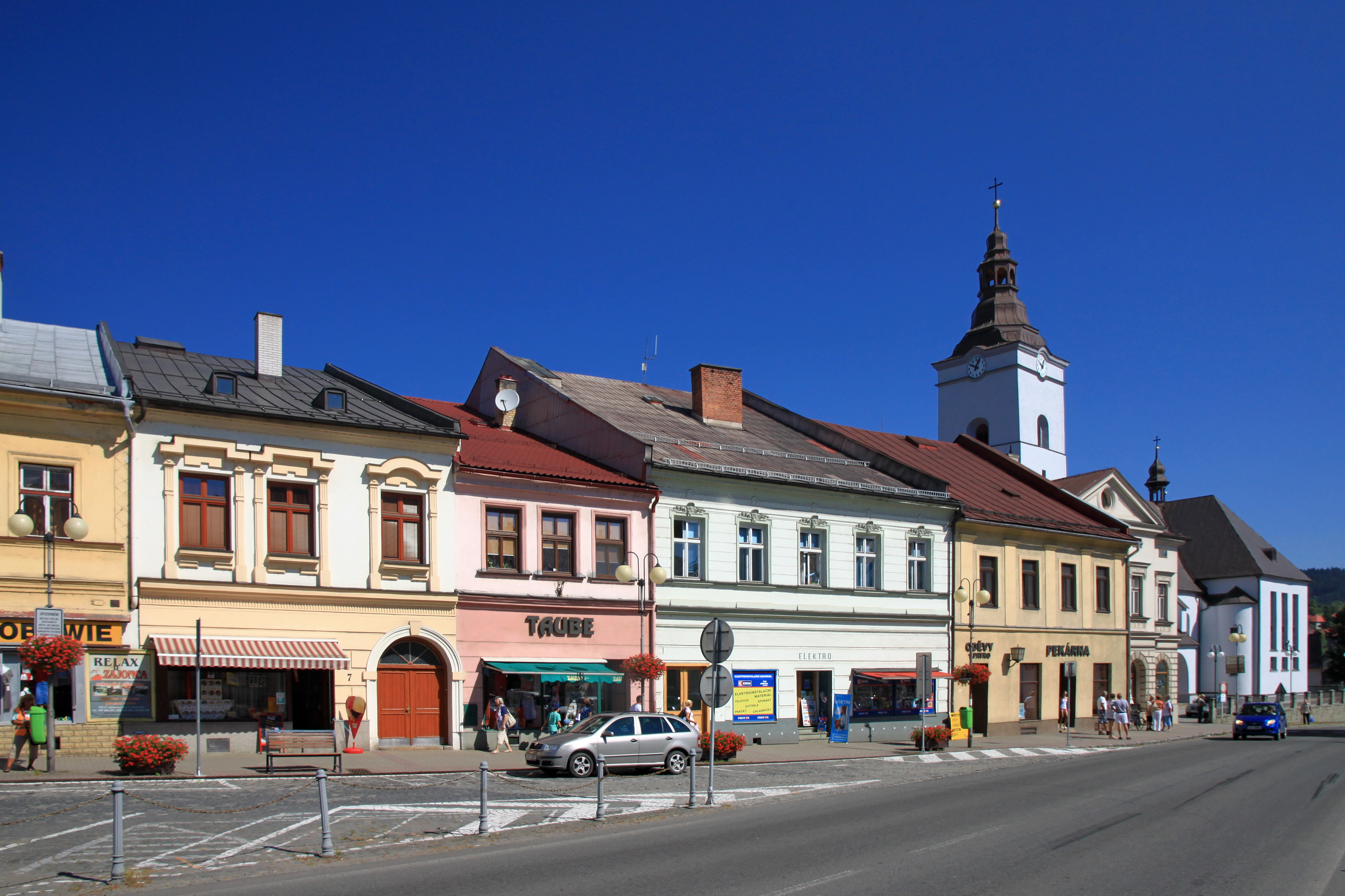
Городская площадь и костёл

Первые упоминания об Яблункове относятся к 1435 году. Но уже в 1447 году он подвергся разрушению венгерскими войсками. В 1560 году Вацлав III, герцог Тешинский, даровал Яблункову права города. Город начал развиваться, к концу XVI столетия у него были собственный глава и Городской Совет (с 1596 года). Развитию города способствовало также близость его к Яблунковскому перевалу, через который с древних времён проходил торговый путь между Балтикой и Средиземноморьем. К середине XVII века вместе с пригородом и соседней деревней Писечна город насчитывал 750 жителей и 42 частных городских домовладения.
На протяжении XVII и XVIII столетий большинство жителей занимались торговлей, ремёслами и сельским хозяйством. В XIX веке активно развивалось строительство. В 1905 году в Яблункове было воздвигнуто здание муниципалитета в стиле модерн.
Всё это время город находился под властью Австрии (с 1867 года — Австро-Венгрии). В 1920 году, в результате послевоенного раздела Австро-Венгрии, Яблунков отошёл к Чехословакии. В 1938 году, как и вся Тешинская Силезия, город перешёл к Польше (Заользье). С 1939 по 1945 гг. — в составе Третьего Рейха. После Второй мировой войны Яблунков вновь отошёл к Чехословакии. После распада последней в 1993 г. — в Чехии.

## Население
| Год  | Численность | Численность |
| ---- | ----------- | ----------- |
| 1869 | 2659        | [ 7 ]       |
| 1880 | 2988        | [ 7 ]       |
| 1890 | 3032        | [ 7 ]       |
| 1900 | 3068        | [ 7 ]       |
| 1910 | 3459        | [ 7 ]       |
| 1921 | 3437        | [ 7 ]       |
| 1930 | 3778        | [ 7 ]       |
| 1950 | 4210        | [ 7 ]       |
| 1961 | 4283        | [ 7 ]       |
| 1970 | 4828        | [ 7 ]       |
| 1980 | 5169        | [ 7 ]       |
| 1991 | 5788        | [ 7 ]       |
| 2001 | 5934        | [ 7 ]       |
| 2014 | 5727        | [ 8 ]       |
| 2016 | 5664        | [ 9 ]       |
| 2017 | 5624        | [ 10 ]      |
| 2018 | 5571        | [ 11 ]      |
| 2019 | 5547        | [ 12 ]      |
| 2020 | 5474        | [ 13 ]      |
| 2021 | 5445        | [ 14 ]      |
| 2022 | 5284        | [ 15 ]      |
| 2023 | 5292        | [ 16 ]      |
| 2024 | 5257        | [ 3 ]       |

По данным переписи 2006 года, население города составляет 5934 человека. Из них — большинство чехи, 23 % — поляки.

## Города-побратимы
- Гоголин, Польша
- Семяновице-Слёнске, Польша